# Aotus (thực vật)
Aotus là một chi thực vật có hoa trong họ Fabaceae. Các loài Aotus cùng với các loài khác trong tông Mirbelieae, thường được gọi là đậu vàng do hoa màu vàng nhỏ đặc trưng của chúng.
Đây là chi thực vật đặc hữu của Úc, có mặt khắp các bang của Úc trừ Bắc Úc.

## Các loài
- Aotus carinata
- Aotus cordifolia
- Aotus ericoides
- Aotus genistoides
- Aotus gracillima
- Aotus intermedia
- Aotus lanigera
- Aotus mollis
- Aotus passerinoides
- Aotus phylicoides
- Aotus procumbens
- Aotus subglauca
- Aotus subspinescens
- Aotus tietkensii